# Michael Bethke
 (septembre 2018).
 (juillet 2024).
Michael Bethke est un citoyen américain de Calumet City, dans l'Illinois, qui a tué et décapité Joseph Lesinski, son collègue de 49 ans à l'épicerie White Hen Pantry de Burnham, dans l'Illinois, le 6 juin 1991,,.
Décrit comme souffrant de « schizophrénie paranoïaque chronique », Bethke a été déclaré non coupable pour cause d'aliénation mentale et condamné à une peine pouvant aller jusqu'à 49 ans dans un établissement psychiatrique public.

## Presse
Une histoire concernant Bethke peut être trouvée dans le numéro du 21 mai 1993 du Chicago Tribune. L'histoire indique que Michael Bethke de Calumet City, dans l'Illinois, a été déclaré non coupable pour cause d'aliénation mentale dans le meurtre de Joseph Lesinski, 49 ans, et qu'une audience concernant son état mental et son pronostic futur aurait lieu le 3 juin 1993. L'histoire indique également que le meurtre a eu lieu le 6 juin 1991, alors que Bethke et sa victime Lesinki travaillaient au White Hen Pantry de Burnham. Selon l'histoire, « Bethke a admis avoir décapité Lesinski avec un couteau alors que la victime se penchait pour prendre un paquet de cigarettes ». Le numéro du 9 juillet 1993 du Tribune rapporte que Bethke a été condamné à passer jusqu'à 49 ans dans un établissement psychiatrique public.
Bethke a été décrit comme souffrant de « schizophrénie paranoïaque chronique ». Il a utilisé un couteau de cuisine de 14 pouces pour décapiter Lesinski. Un rapport détaillé de la scène du crime peut être trouvé dans le numéro du 8 juin 1991 du Sun-Times, qui notait que la victime avait le mot « repent » (repens-toi) griffonné sur son front.[pas clair].
Son histoire a été décrite dans la chanson White Hen Decapitator sur l'album Sinister Slaughter du groupe Macabre en 1993.